# 장 부앵
알렉상드르 프랑수아 에티엔 장 부앵(프랑스어: Alexande François Étienne Jean Bouin, 1888년 12월 21일 ~ 1914년 9월 29일)은 프랑스의 육상 선수였다.
마르세유에서 태어난 부앵은 1908년과 1912년 하계 올림픽에서 1500m-5000m 종목들에 나갔으며, 두번째 경기에서 핀란드의 하네스 콜레마이넨에게 밀려 5000m 은메달을 땄다. 콜레마이넨을 상대로 한 그의 경주는 달리기에서 가장 추억적인 순간들 중의 하나로 여겨져 왔다. 콜레마이넨과 부앵은 빠르게 서로간으로부터 앞지르며, 부앵이 선두로 달리고 콜레마이넨은 되풀이적으로 그를 지나려고 하였다. 콜레마이넨은 완주로부터 20m 만을 성공하여 0.1초 차이로 우승하였다. 그들은 둘다 세계 기록을 깼다.
부앵은 3개의 더 많은 세계 기록들을 세웠다 - 3000m와 10,000m(1911년), 1시간 달리기(1913년). 이듬해 제1차 세계 대전에 참전한 그는 전사하였다.
스타드 프랑스 럭비 유니언 클럽의 홈구장이 그의 이름을 땄다. 프랑스 정부는 그의 명예에 그의 그림을 넣은 우표를 만들었다. 그의 이름 아래의 10 킬로미터 경주가 1920년 이래 바르셀로나의 거리들을 통하여 매년 열리고 있다.